# Megapodius
A Megapodius a madarak osztályának tyúkalakúak (Galliformes) rendjébe és a ásótyúkfélék (Megapodiidae) családjába tartozó nem.

## Rendszerezésük
A nemet Joseph Paul Gaimard írta le 1823-ban, az alábbi fajok tartoznak ide:
- Fülöp-szigeteki ásótyúk (Megapodius cumingii)
- Tanimbar-szigeteki ásótyúk (Megapodius tenimberensis)
- nikobári ásótyúk (Megapodius nicobariensis)
- Mariana-szigeteki ásótyúk (Megapodius laperouse)
- vanuatui ásótyúk (Megapodius layardi)
- tongai ásótyúk (Megapodius pritchardii)
- Sula-szigeteki ásótyúk (Megapodius bernsteinii)
- Biak-szigeti ásótyúk (Megapodius geelvinkianus)
- narancssárgalábú ásótyúk (Megapodius reinwardt)
- melanéz ásótyúk (Megapodius eremita)
- új-guineai ásótyúk (Megapodius decollatus)
- Megapodius freycinet
- Megapodius forstenii

- †fidzsi ásótyúk (Megapodius amissus)
- †új-kaledóniai ásótyúk (Megapoius molistructor)